# Lodhéřov
Lodhéřov település Csehországban, a Jindřichův Hradec-i járásban. Lodhéřov Velký Ratmírov, Deštná, Okrouhlá Radouň, Světce, Horní Radouň, Pluhův Žďár, Jindřichův Hradec és Kostelní Radouň településekkel határos. Lakosainak száma 695 fő (2024. január 1.).

## Népesség
A település lakosságának változását az alábbi diagram mutatja:
| Lakosok száma | 1781 | 1745 | 1415 | 889  | 640  | 600  | 655  | 654  | 675  | 695  |
|               | 1869 | 1890 | 1921 | 1950 | 1980 | 2001 | 2017 | 2019 | 2022 | 2024 |